# كورش الكبير
كورش الكبير أو قورش الكبير أول ملوك فارس (560 - 529 ق م) واسمه كورش بن كمبوجية بن كورش بن جيشبيش بن هخامنش، أحد أعظم ملوك الفرس الأخمينية. استولى على آسيا الصغرى وبابل وميديا، وحكم من (550-529) ق.م. وقـُتل في ماساجت ودُفن في باساركاد.
هناك دائماً أمور ليست منطقية ومثيرة حول الأمبراطورية الفارسية في الأزمنة القديمة. وليس ثمة أحد من ملوكها تضاهي شخصيته أول ملوكها قورش، الذي أسس أمبراطورية مترامية الأطراف، وأرسى مبادئ ممتازة لحكمها. في البدء احتل الكثير من الممالك المجاورة. مثل ليديا (في غرب تركيا الآن), وميديا، وبابل التي أطاح بها في عام 539 ق.م. وفي السنة 530 ق.م باتت فارس أكبر أمبراطورية في العالم. فعمد قورش إلى اعتماد طريقة تسمح بأن يكون للمناطق المحتلة أقصى درجة من الحكم الذاتي. فتميزت السياسة الأمبراطورية الفارسية طوال أجيال عدة بهذه السياسة التي تُعتبر أفضل السبل لشد الأواصر والوحدة بين شعوب وعادات مختلفة جداً في أمبراطورية مترامية الأطراف.
تحت حكمه احتضنت الإمبراطورية جميع الدول المتحضرة السابقة في الشرق الأدنى القديم، توسعت بشكل كبير وفي النهاية غزت معظم غرب آسيا ومعظم آسيا الوسطى. من البحر الأبيض المتوسط وهيلسبونت في الغرب إلى نهر السند في الشرق، أنشأ سايروس الكبير أكبر إمبراطورية لم يشهدها العالم بعد.
في عهد خلفائه، امتدت الإمبراطورية في النهاية إلى أقصى حد من أجزاء من البلقان (بلغاريا - بيونيا وتراقيا - مقدونيا) وأوروبا الشرقية في الغرب، إلى وادي السند في الشرق.
كانت ألقابه الملكية كاملة: الملك العظيم، ملك فارس، ملك أنشان، ملك الإعلام، ملك بابل، ملك سومر وعقد، وملك الزوايا الأربع للعالم. يشير نابونيدوس كرونيكل إلى التغيير في لقبه من مجرد «ملك أنشان»، وهي مدينة، إلى «ملك فارس». وقد قضى قورش السنة 529 ق.م أثناء مناوشة مع شعب يعيش شرقي بحر قزوين ويُعرف باسم ماساغيتي. يُعرف قورش الكبير أيضًا بإنجازاته في مجال حقوق الإنسان والسياسة والاستراتيجية العسكرية، فضلاً عن تأثيره على الحضارتين الشرقية والغربية.

## الصعود والحملات العسكرية

### إمبراطورية ميديا
تولّى كورش الكبير العرش عام 559 قبل الميلاد بعد وفاة والده، لكنه لم يكن حاكمًا مستقلًا بعد. مثل أسلافه، كان على كورش الاعتراف بسيادة ميديا. ربما حكم أستياجيس، آخر ملوك الإمبراطورية المتوسطة وجدّ كورش، غالبية الشرق الأدنى القديم، من حدود ليديا في الغرب إلى البارثيا والفرس في الشرق.
وفقًا لنص حوليات نبو نيد، شن أستياجيس هجومًا على كورش، «ملك آنسان». وفقًا للمؤرخ هيرودوت، من المعروف أن أستياجيس وضع هاربغس في قيادة جيش ميديا لغلب كروش. مع ذلك، تواصل هاربغس مع كروش وشجع تمرده ضد ميديا، قبل أن ينشق في النهاية مع العديد من النبلاء وجزء من الجيش. أكد نص حوليات نبو نيد هذا التمرد. تشير الحوليات إلى أن الأعمال العدائية استمرت لمدة ثلاث سنوات على الأقل (553-550)، وأسفرت المعركة الأخيرة عن الاستيلاء على إكباتانا. وصِف ذلك في الفقرة التي سبقت دخول نبو نيد في العام السابع، والتي تفصّل انتصار كورش والقبض على جده. وفقًا للمؤرخين هيرودوت وكتيسياس، أنقذ كروش حياة أستياجيس وتزوج ابنته أميتيس. أدى هذا الزواج إلى تهدئة العديد من أتباعه، بما في ذلك الباختر والبارثيا وساكا. يلاحظ هيرودوت أن كورش أخضع ووحد بلاد الصغد مع الإمبراطورية خلال حملاته العسكرية في 546-539 قبل الميلاد.
مع خروج أستياجيس من السلطة، أصبح جميع أتباعه (بما في ذلك العديد من أقارب كروش) تحت قيادته. لذلك كان على عمه آرساميس، الذي كان ملكًا لدولة مدينة بارسا في عهد الميديين، أن يتخلى عن عرشه. ومع ذلك، يبدو أن نقل السلطة داخل الأسرة كان سلسًا، ومن المرجح أن آرساميس بقي الحاكم الاسمي لبارسا تحت سلطة كورش -أميرًا أو دوقًا أكثر من كونه ملكًا. ابنه، هايستابس، الذي كان أيضًا ابن عم كورش الثاني، أصبح بعد ذلك مرزبانًا لكل من بارثيا وفريجيا. هكذا وحد كورش الكبير مملكتين توأم من الإمبراطورية الأخمينية بارسا وأنشان في بلاد فارس. عاش آرساميس ليرى حفيده داريوس الأكبر، شاه بلاد فارس، بعد وفاة ابني كروش. كان غزو كورش لميديا مجرد بداية لحروبه.

### إمبراطورية ليديا وآسيا الصغرى
التواريخ الدقيقة لغزو ليديا غير معروفة، ولكن يجب أن تكون قد حدثت بين إطاحة كورش بالمملكة الوسطى (550 قبل الميلاد) وفتحه لبابل (539 قبل الميلاد). شاع في الماضي اعتبار عام 547 قبل الميلاد عام الغزو بسبب بعض تفسيرات حوليات نبو نيد، لكن هذا الرأي لم يعد يؤخذ به حاليًا. هاجم الليديون أولًا مدينة بيتيريا التابعة للإمبراطورية الأخمينية في كابادوكيا. حاصر كروش المدينة وأسر واستعبد سكانها. في غضون ذلك، دعا الفرس مواطني إيونية الذين كانوا جزءًا من مملكة ليديا إلى الثورة ضد حاكمهم. رفض الليديون العرض، فحشد كروش جيشًا ضدهم، وزاد عددهم أثناء مروره عبر الأمم في طريقه. كانت معركة بيتيريا مأزقًا فعليًا، فقد عانى كلا الجانبين من خسائر فادحة بحلول الليل. انسحب كروش إلى ساردس في صباح اليوم التالي.
أثناء وجوده في ساردس، أرسل كروش طلبات إلى حلفائه لإرسال مساعدات إلى ليديا. لكن مع اقتراب نهاية الشتاء، وقبل أن يتمكن الحلفاء من الاتحاد، دفع كروش الكبير الحرب إلى الأراضي الليدية، وحاصر كرويسوس في عاصمته ساردس. قبل وقت قصير من معركة ثيمبرا الأخيرة بين الحاكمين، نصح هاربغس كورش الكبير بوضع الجمال أمام محاربيه؛ مما يسبب خوف الخيول الليدية، التي لم تعتد على رائحة الجمال. نجحت الاستراتيجية، وهُزم سلاح الفرسان الليدي. هزم كروش كرويسوس وأسره. احتل كورش العاصمة في ساردس، وغزا مملكة ليديا عام 546 قبل الميلاد. وفقًا لهيرودوت، أنقذ كورش الكبير حياة كرويسوس وأبقاه مستشارًا، لكن هذه الرواية تتعارض مع بعض ترجمات حوليات نبو نيد المعاصرة (الملك الذي هزمه كورش الكبير بعد غزو بابل)، التي تفسر مقتل ملك ليديا.
قبل العودة إلى العاصمة، كلف كروش الكبير ليديًا يدعى باكتياس بإرسال خزينة كرويسوس إلى بلاد فارس. ومع ذلك، بعد فترة وجيزة من مغادرة كروش، استأجر باكتياس مرتزقة وتسبب في انتفاضة في ساردس، وثار ضد المرزبان الفارسي في ليديا، تابالوس. بتوصيات من كرويسوس بضرورة تحويل عقول الشعب الليدي إلى الترف، أرسل كروش مازاريس، أحد قادته، لإخضاع التمرد مع الإبقاء على باكتياس حيًا. عند وصول مازاريس، هرب باكتياس إلى إيونية، وهناك استخدم المزيد من المرتزقة. سار مازاريس بقواته إلى الدولة اليونانية، وأخضع مدينتي مغنيسيا وبراين. نهاية باكتياس غير معروفة، ولكن بعد القبض عليه، ربما أرسِل إلى كروش وأعدِم بعد سلسلة من التعذيب.
واصل مازاريس غزو آسيا الصغرى لكنه مات لأسباب غير معروفة خلال حملته في إيونية. أرسل كروش هاربغس لإكمال غزو مازاريس لآسيا الصغرى. استولى هاربغس على ليليا وقيليقية وفينيقيا، باستخدام تقنية بناء أعمال ترابية لاختراق جدران المدن المحاصرة، وهي طريقة غير معروفة لليونانيين. أنهى احتلاله للمنطقة عام 542 قبل الميلاد وعاد إلى بلاد فارس.

### الإمبراطورية البابلية الجديدة
بحلول عام 540 قبل الميلاد، استولى كورش على عيلام (سوسيانا) وعاصمتها شوشان. يسجل حوليات نبو نيد أنه قبل المعركة (المعارك)، أمر نبو نيد بإحضار تماثيل العبادة من المدن البابلية البعيدة إلى العاصمة، مما يشير إلى أن الصراع قد بدأ في شتاء عام 540 قبل الميلاد. قرب بداية أكتوبر 539 قبل الميلاد، خاض كروش معركة أوبيس في أو بالقرب من مدينة أوبيس الاستراتيجية على ضفاف نهر دجلة، شمال بابل. هزِم الجيش البابلي، وفي 10 أكتوبر، استولوا على سيبار دون معركة، مع مقاومة قليلة أو معدومة من الجماهير. من المحتمل أن يكون كورش قد انخرط في مفاوضات مع الجنرالات البابليين للتوصل إلى حل وسط من جانبهم وبالتالي تجنب المواجهة المسلحة. هرب نبو نيد، الذي تراجع إلى سيبار بعد هزيمته في أوبيس، إلى بورسيبا.
بعد يومين، في 12 أكتوبر (التقويم الغريغوري البروليبتي)، دخلت قوات غوبريس بابل، مرة أخرى دون أي مقاومة من الجيوش البابلية، واحتجزت نبو نيد. يشرح هيرودوت أنه لإنجاز هذا العمل الفذ، استخدم الفرس حوضًا حفرته الملكة البابلية نيتوكريس سابقًا لحماية بابل من الهجمات الميديين، وحولوا مجرى نهر الفرات إلى قناة بحيث انخفض منسوب المياه «إلى ارتفاع منتصف فخذ الرجل»، مما سمح للقوات الغازية بالسير مباشرة عبر قاع النهر للدخول ليلًا. بعد ذلك بوقت قصير، عاد نبو نيد من بورسيبا واستسلم لكروش. في 29 أكتوبر دخل كورش نفسه مدينة بابل.
قبل غزو كورش لبابل، احتلت الإمبراطورية البابلية الجديدة العديد من الممالك. بالإضافة إلى دولة بابل نفسها، ربما دمج كورش كياناته المناطقية في إمبراطوريته، بما في ذلك سوريا ويهودا والعربية البترائية، على الرغم من عدم وجود دليل مباشر على هذه الحقيقة.
بعد الاستيلاء على بابل، نصب قورش الكبير نفسه «ملك بابل، وملك سومر وأكاد، وملك الزوايا الأربع للعالم» في أسطوانة قورش الشهيرة، وهي نقش أودِع في أساسات معبد إيساكيلا المخصص للإله البابلي الرئيسي، مردوخ. نص الأسطوانة يدين نبو نيد ويصفه بالشرير، ويصور المنتصر كورش وهو يرضي الإله مردوخ. ويصف كيف حسّن كورش حياة مواطني بابل، وأعاد النازحون إلى وطنهم، وأعاد المعابد والأماكن المقدسة الدينية. على الرغم من أن البعض أكد أن الأسطوانة تمثل شكلًا من أشكال ميثاق حقوق الإنسان، فإن المؤرخين يصورونها عمومًا باعتبارها تقليدًا يعود لزمن طويل للحكام الجدد في بلاد ما بين النهرين الذين يبدؤون عهدهم بإعلان الإصلاحات.
شكلت مناطق نفوذ قورش الكبير أكبر إمبراطورية شهدها العالم حتى تلك اللحظة. في نهاية حكم كورش، امتدت الإمبراطورية الأخمينية من آسيا الصغرى في الغرب إلى نهر السند في الشرق.

## قورش الكبير في الديانات

### في الإسلام وقصة ذي القرنين
يروى أن «قورش الأكبر» هو «ذو القرنين» الذي ورد ذكره في القرآن في سورة الكهف حسب تفسير ورأي ليس مؤكد.
وقد ورد في القرآن أن ذو القرنين كان ملكاً صالحاً، آمن بالله، فمكّن الله له في الأرض، وقوّى ملكه.
ولقد بدأ ذو القرنين التجوال بجيشه في الأرض، داعياً إلى الله. فاتجه غربا، حتى وصل إلى عين ماء (فَوَجَدَهَا تَغْرُبُ فِي عَيْنٍ حَمِئَةٍ) أي وجد كأن الشمس تغرب في هذهِ العين الحمئة وتعني عين الماء الحار، وقوله: فأوحى إليه أنهُ مالك أمر القوم الذين يسكنون هذه الديار، فإما أن يعذبهم أو أن يحسن إليهم فأعلن أنه سيعاقب المعتدين الظالمين في الدنيا، ثم حسابهم على الله يوم القيامة.
ثم توجه للشرق، فحكم ذو القرنين في المشرق بنفس حكمهِ في المغرب، ثم انطلق فوصل ذو القرنين في رحلته لقوم يعيشون بين جبلين أو سدّين بينهما فجوة. وكانوا يتحدثون بلغتهم التي يصعب فهمها. وعندما وجدوه ملكاً قويا طلبوا منه أن يساعدهم في صد يأجوج ومأجوج بأن يبني لهم سدا لهذه الفجوة على أن يدفعوا له خراجاً.
فوافق الملك على بناء السد، لكنه زهد في مالهم، واكتفى بطلب مساعدتهم في العمل على بناء السد وردم الفجوة بين الجبلين. واستخدم ذو القرنين وسيلة هندسية لبناء السّد فقام أولا بجمع قطع الحديد ووضعها في الفتحة حتى تساوى الركام مع قمتي الجبلين. ثم أوقد النار على الحديد، وسكب عليه نحاسا مذابا ليلتحم وتشتد صلابته. فسدّت الفجوة، وانقطع الطريق على يأجوج ومأجوج، فلم يتمكّنوا من هدم السّد ولا تسوّره. وأمن القوم الضعفاء من شرّهم. فيقول سيد قطب في كتاب في ظلال القرآن:
«وبذلك تنتهي هذه الحلقة من سيرة ذي القرنين. النموذج الطيب للحاكم الصالح. يمكّنه الله في الأرض, وييسر له الأسباب; فيجتاح الأرض شرقا وغربا; ولكنه لا يتجبر ولا يتكبر, ولا يطغى ولا يتبطر, ولا يتخذ من الفتوح وسيلة للغُنم المادي، واستغلال الأفراد والجماعات والأوطان, ولا يعامل البلاد المفتوحة معاملة الرقيق; ولا يسخّر أهلها في أغراضه وأطماعه.. إنما ينشر العدل في كل مكان يحل به, ويساعد المتخلفين, ويدرأ عنهم العدوان دون مقابل; ويستخدم القوة التي يسرها الله له في التعمير والإصلاح, ودفع العدوان وإحقاق الحق. ثم يرجع كل خير يحققه الله على يديه إلى رحمة الله وفضل الله, ولا ينسى وهو في إبان سطوته قدرة الله وجبروته, وأنه راجع إلى الله.».

### في اليهودية
ويذكر البعض بأنه كان مؤمناً بالله وباليوم الآخر، يدل على ذلك ما في العهد القديم ككتاب عزرا، الإصحاح 1 وكتاب دانيال، (الإصحاح 6) وكتاب أشعياء، (الإصحاح 44 و 45) من تجليله وتقديسه حتى سماه في كتاب أشعياء «راعي الرب» وقال في الإصحاح الخامس والأربعين: 
«هكذا يقول الرب لمسيحه لكورش الذي أمسكت بيمينه لأدوس أمامه أمما وأحقاء ملوك أحل لأفتح أمامه المصراعين والأبواب لا تغلق. أنا أسير قدامك والهضاب أمهد أكسر مصراعي النحاس ومغاليق الحديد أقصف. وأعطيك ذخائر الظلمة وكنوز المخابي. لكي تعرف أني أنا الرب الذي يدعوك باسمك. لقبتك وأنت لست تعرفني».
ويرى البعض بأنه كان موحّدا لله وبغض النظر عنه بأنه شخصية دينية، فاليهود لا يعدونه رجلا مشركا أو وثنياً، فلو كان كورش نبيا إلهيا مؤيدا وراعيا للرب.
وقد أثنت عليه كتب العهد القديم، فاليهود يثنون عليه لأنه أرجعهم إلى بلادهم وبذل لهم الأموال لتجديد بناء الهيكل ورد إليهم نفائس الهيكل المنهوبة المخزونة في خزائن ملوك بابل، وقد يكون هذا من أسباب ترجيح كونه «ذي القرنين» فالسؤال عن ذي القرنين إنما كان بتلقين من اليهود على ما في الروايات.
كما ويوجد شارع في إسرائيل يسمى شارع كورش (רחוב כורש) نظرا لاعتباره قائدا ذو أهمية عند اليهود لكونه ساهم في إنقاذ اليهود من السبي البابلي بحسب اعتقادهم (انظر الصورة إلى اليسار).

### في الكتابات المسمارية
على أن النقوش والكتابات المخطوطة بالخط المسماري المأثور عن داريوش الكبير وبينهما من الفصل الزماني ثماني سنين ناطقة بكونه موحّدا غير مشرك، فمن الصعب أن يتغير ما كان عليه كورش في هذا الزمن القصير.
وبخصوص شمائله فقد ورد من أخباره وسيرته وما قابل به الطغاة والجبابرة الذين خرجوا عليه أو حاربهم كملوك «ماد» و«ليديا» و«بابل» و«مصر» وطغاة البدو وهو البلخ وغيرهم، وكان كلما ظهر على قوم عفا عن مجرميهم، وأكرم كريمهم ورحم ضعيفهم وساس مفسدهم وخائنهم [بحاجة لمصدر].

### مؤرخو اليونان
ذكره مؤرخو اليونان القدماء كهرودت وغيره فوصفوه بعدة صفات كالمروءة والفتوة والسماحة والكرم والصفح وقلة الحرص والرحمة والرأفة[بحاجة لمصدر].

## معرض الصور

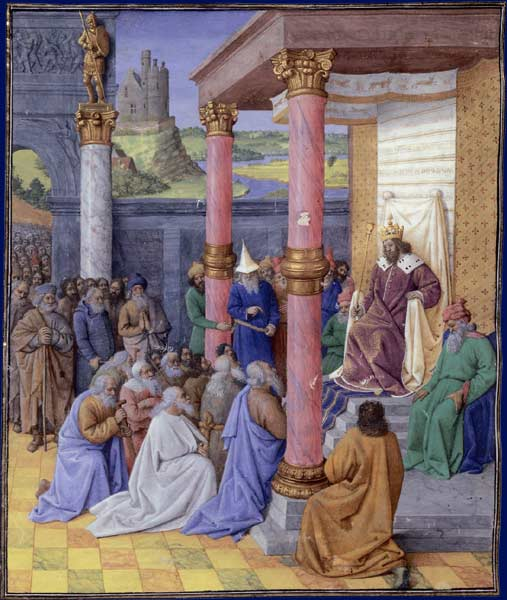
رسم تخيلي لكورش الكبير: نجا كورش اليهود من الإسر في بابل وأرجعهم إلى أورشيليم
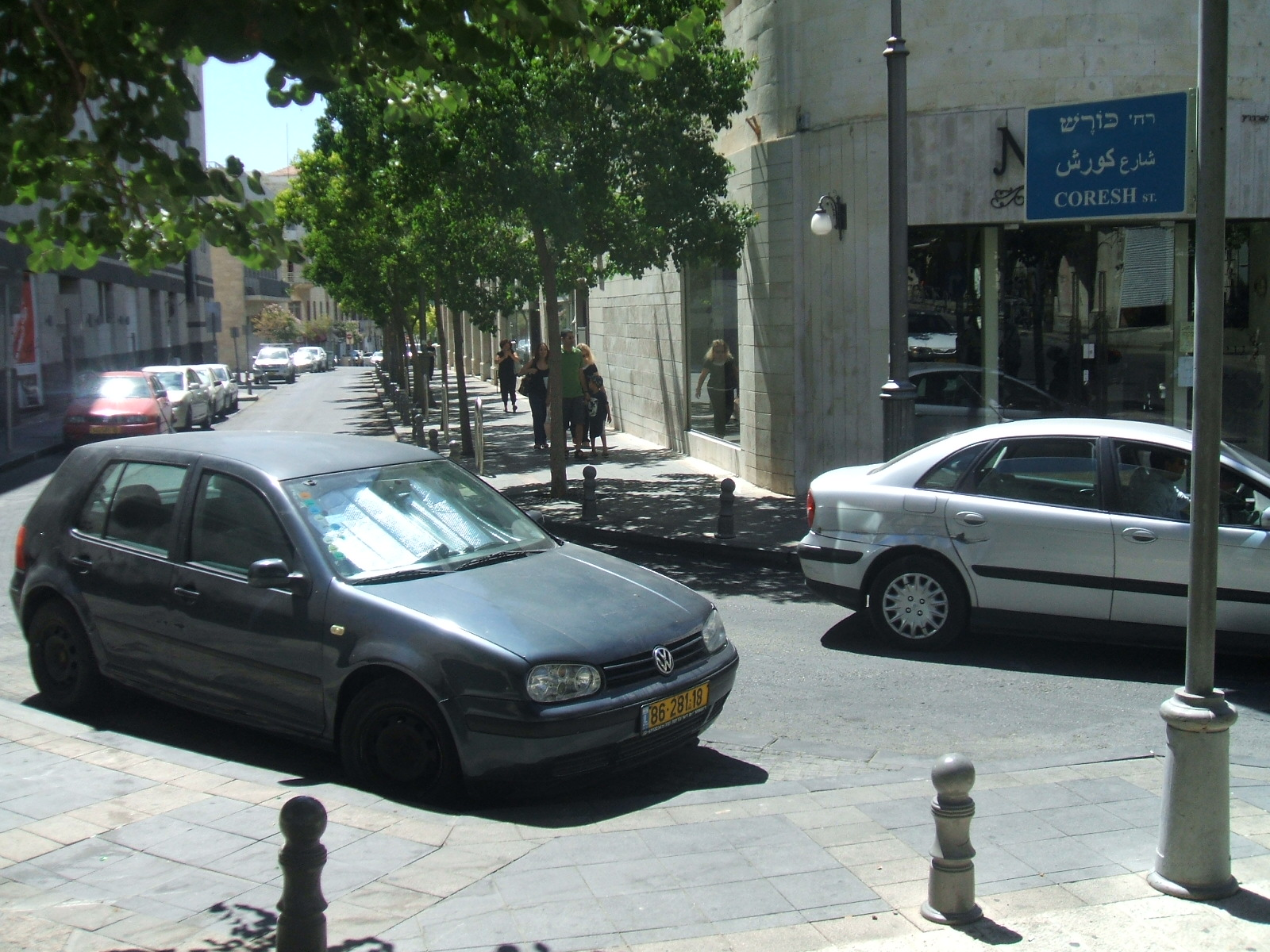
شارع كورش في إسرائيل
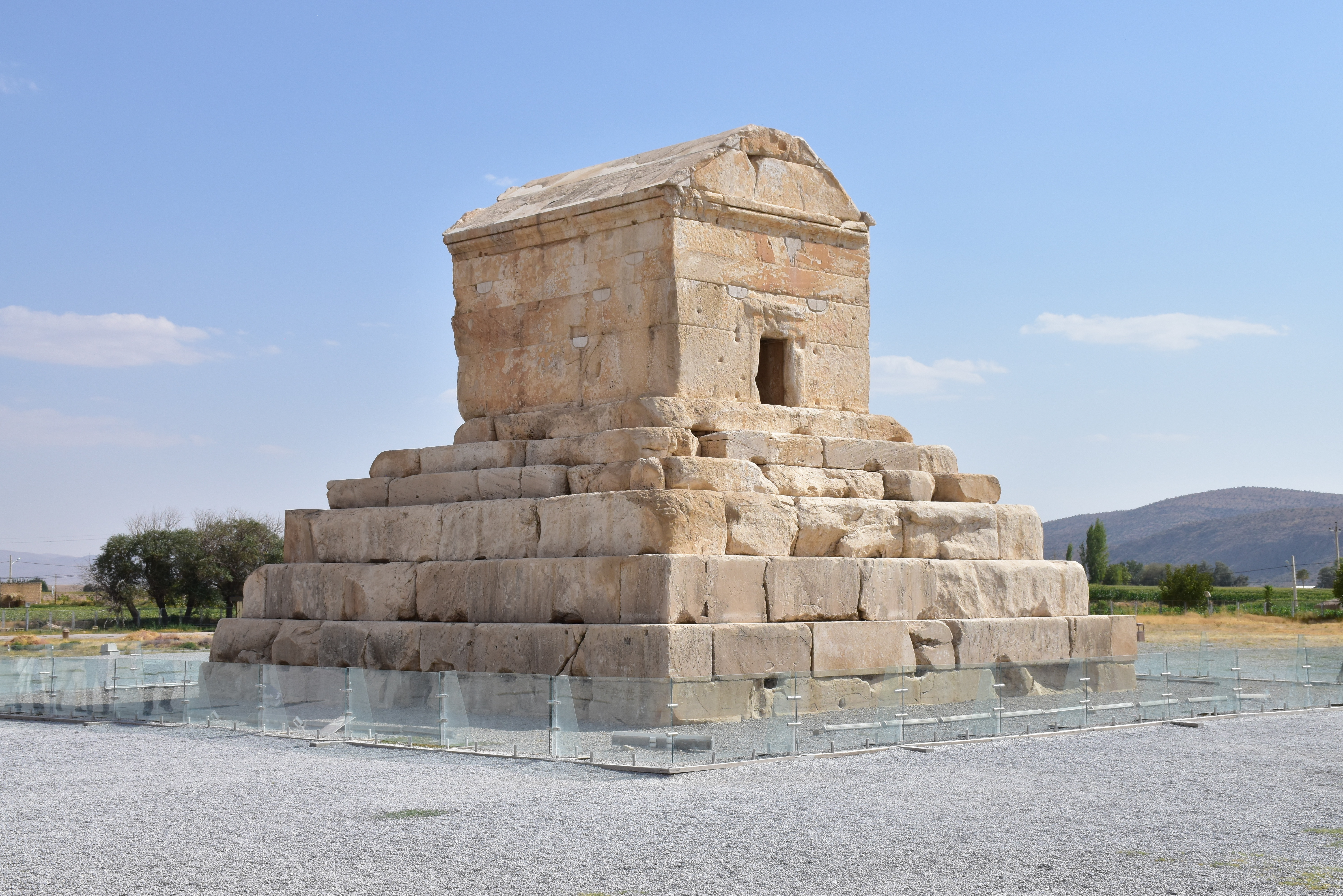
مشهد الملك كورش بباساركاد